# Диполни момент
Диполни момент поседују тела код којих се центри масе набоја (наелектрисања или намагнетисања) не поклапају. Дакле, објекат посматран са растојања много већег од његових димензија, је неутралан (има исту количину супротних набоја) али се центри супротних набоја не поклапају. Такав објекат се назива дипол. Диполни момент {\displaystyle p} се формално представља као производ набоја {\displaystyle q}, и растојања међу њима {\displaystyle r}:
{\displaystyle p=q\cdot r}
Диполни момент може бити електрични и магнетни. Најпознатији макроскопски дипол је магнетна игла компаса. 
Многи молекули имају електрични диполни момент због различите електронегативности хемијских елемената који улазе у њихов састав. Тада се центар електронског наелектрисања не поклапа са центром нуклеарног наелектрисања. Такви молекули се називају поларним. Најпознатији и најважнији поларни молекул је вода чије су физичкохемијске особине највећим делом одређене њеном поларношћу, која се одражава на све облике живота на Земљи. 
Магнетни дипол могу имати елементарне честице због поседовања спина, затим атоми и молекули због спина неспареног електрона.